# Лікоть
Лікоть — це ділянка верхньої кінцівки чотириногих, яка оточує ліктьовий суглоб.
Ліктьовий суглоб (лат. articulatio cubiti) — блокоподібний суглоб у верхній кінцівці чотириногих, який з'єднує передпліччя з плечем. У людини утворений суглобною поверхнею нижнього епіфіза плечової кістки — її блоком і голівкою, суглобними поверхнями на ліктьовій кістці — блокоподібною і променевою вирізками ліктьової кістки, а також голівкою й суглобовим обводом променевої кістки.